# محمد المضيحكي
محمد أحمد المضيحكي هو لاعب شطرنج قطري دولي. وكان أول لاعب في قطر يكسب لقب أستاذ كبير، وهو أعلى لاعب في المرتبة في البلاد. وحصل على جائزة لاعب القرن في البلدان العربية.

## وصلات خارجية
- محمد المضيحكي على موقع الاتحاد الدولي للشطرنج (الإنجليزية)
- محمد المضيحكي على موقع مباريات الشطرنج (الإنجليزية)
- محمد المضيحكي على موقع 365Chess.com (الإنجليزية)
- محمد المضيحكي على موقع Chesstempo.com (الإنجليزية)
- محمد المضيحكي سجل أولمبياد الشطرنج على موقع OlimpBase.org (الإنجليزية)